# 유아

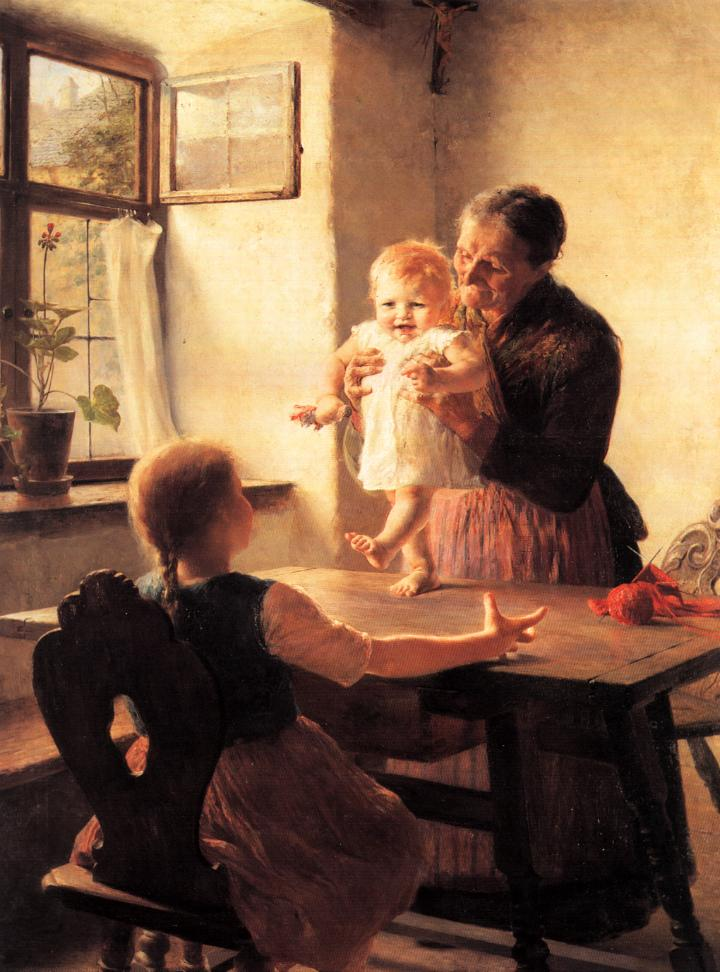
1892년 유아가 걷는 법을 배우는 그림. 그들의 첫 번째 독립적인 단계를 밟는 것은, 일반적으로 그들의 첫 번째 생일 이후 몇 달 동안, 아이들의 초기 인생에서 중요한 이정표 중 하나로 여겨진다.

유아(幼兒)는 만 2세부터 만 5세까지의 어린아이를 가리킨다.
The Mighty Toddler와 The Emotional Life of the Toddler에 따르면 유아는 만 4세부터 만 6세까지의 나이대에 속하는 어린이다. 대한민국 영유아보육법에서 영유아란 만 6세 미만의 취학 전 아동을 말한다. 이 시기에는 신체적으로도 정신적으로도 빠르게 발달하게 되며, 유치원 또는 보육원에서 보육되는 시기에 해당한다.

## 유아기의 발달
유아기에는 체중의 증가가 현저하고, 체격이 눈에 띄게 튼튼해진다. 그리고, 이 시기에는 뛴다든지, 달린다든지, 기어오른다든지 하는, 몸 전체를 사용하는 신체의 운동이 발달하게 된다. 또한, 언어생활이 급속하게 발달하게 된다.

### 행동
이 시기에 유아는 사회적 역할과 이동 능력을 많이 배운다. 이 시기에 적어도 아기는 어떤 물건을 짚고 걸어간다.
보통 유아는 먼저 배우는 것과 나중 배우는 것이 다르다. 또한, 형제 자매들 사이에도 배우는 데 걸리는 시간이 차이가 많이 난다. 유아기에는 언어를 배울 때 '맘마', '멍멍' 등의 한 단어 수준에서 벗어나 '엄마, 까까' 등의 두 단어 수준으로 올라가게 되고, 만 4세가 되면 말은 어느 정도 배워서 대화가 가능하다.
이 시기를 때로는 "미운 네살" 이라고 불리는데, 변덕이 빈번하며 짜증을 많이 내기 때문이다. 이러한 단계는 아이들의 사회 환경마다 다르지만 빠르게는 9개월부터 시작된다. 이것은 아이가 엄마나 돌보아 주는 사람들과 다르다는 것을 서서히 발견하는 과정이며, 자신을 둘러싼 세상이 어떻게 반응하는지 시험해 보는 시기이기 때문이다. 만 2세부터 만 5세까지 사이에 자신의 독립성을 발견하는 일을 되풀이한다. 따라서 아이를 돌보는 사람이 일관되게 반응하고, 아이들의 안전과 돌보는 사람의 용납함이 균형을 이루어야 한다. 사회적인 상호작용은 유아 발달에 아주 중요하다. 아이들이 계속해서 어른의 목소리와 행동을 보고 듣고 반복하면서 언어와 걸음마, 사회 기술을 익힌다.
대부분은 유아기에  기저귀를 빼고 배변을 훈련한다. 약간의 개인적 차이는 있지만 대부분의 서구 국가에서는 18개월부터 배변 훈련을 하게 되며, 만 3세가 될 때까지 지속적으로 훈련을 해야 한다. 대한민국의 경우 평균적으로 만 2세 이후에 배변 훈련을 시작한다. 그러나 너무 이른 배변 훈련은 유아가 강박관념을 갖게 되므로 피해야 한다. 야뇨증에 걸린 유아는 기저귀를 더 차게 되며, 배변 훈련을 늦게 하기도 한다. 최근에는 아즈란식 배변 훈련이라고 해서 아이의 심리를 파악해서 단 하루 만에 기저귀를 떼는 훈련법도 개발되었다.

### 운동 발달
유아기에 있어서 운동발달은 현저하다. 이동운동으로서 12개월 전후로 기기·서기·걷기 등이 가능해지고, 손·팔의 운동으로서 물건에 대한 도달·파악·손놀림이 가능해진다. 따라서 이 시기부터 적절한 장난감 선택 등 아동의 인지, 소근육 및 대근육 자극을 위한 부모의 노력이 중요해진다.
이후로는 다시 많은 운동이 발달한다. 불안정했던 보행은 속도나 거리가 증가하고, 양쪽 다리의 벌린 간격이 좁아진다. 3세에서는 계단 오르기가 가능해지고, 4세에서 달리기·뛰기·던지기·미끄러지기·올라가기·스킵(skip) 등이 최초엔 어설프지만 차차 가능하게 된다. 5세에서는 동작이 민첩해지고, 6세에서는 자유로이 뛰어다닌다.
손끝의 운동은 약간 늦어지나 2세에서 토막쌓기로 집짓기를 할 수 있고, 3세에서 수직선을 그리며, 가위나 젓가락을 사용할 수 있고, 4세에서 원이나 사각형을 그리며, 5세에서 삼각형을 그리고, 6세에서 손끝을 상당히 자유롭게 쓸 수 있게 된다.

### 정서
유아기에는 언어생활이 발달하여 대체로 자유로이 이야기할 수 있게 되고, 동무들이나 어른들과도 그런대로 대화가 가능하게 된다. 그러나, 심리적으로는 자기중심적·의존적(依存的)·정서적이다.
유아기 정서는, 지속시간이 짧고, 폭발적·일과적(一過的)이고, 자주 나타나는 특징이 있다. 일반적으로 정서적으로 불안정한 시기이다.
유유아기(乳幼兒期)에는, 소음이나 낯선 물건·낯선 장면·낯선 사람, 위에서 떨어지는 물건 등을 두려워하며, 6세경이 되면서 상상력의 발달과 더불어 상상의 생물·괴물 등에 대한 무서움이 증가한다. 또한 어두움이라든가 위험한 것, 유해물 등에 대한 두려움도 증가한다.

### 사회성
1년쯤 되면 어른의 요구나 의사를 조금씩 이해하기 시작하며 모방도 나타나는데, 이 무렵이 되면 처음 수동적이었던 어른과의 사회적 관계가 능동적·적극적·상호교섭적인 것으로 발전한다. 2세 이후가 되면 본격적인 어린이끼리의 상호교섭이 나타난다. 다른 어린이에게 말을 건다거나, 간단한 놀이에 함께 참가하는데 아직 따로따로이다. 소위 평행(平行)놀이가 특징적이다. 그러나, 진정한 의미로서의 사회성은 3세 이후가 아니면 나타나지 않는다. 그 무렵이 되면 어린이끼리 함께 놀려고 하는 의욕이 나타나고, 서로 주고받고 하면서 논다. 반면 자기주장이 강하고, 경쟁의식도 나타나게 된다. 싸움이 많고, 어른에 대해서 반항하려는 경향도 나타난다. 5, 6세가 되면 집단의식이 명료해진다. 놀이상대의 수나 놀이시간은 증가하고, 서로 교섭이 있는 놀이가 전개되어, 다른 어린이에 대한 우호적·협력적인 접근을 찾는 행동을 차차 나타내게 된다. 동무들의 집에 놀러 간다든지, 간단한 심부름이 가능해진다. 유치원생활 따위의 생활공간의 확대도 있으며, 사회성이 여러 가지 면에서 발달하는 시기이다.

### 인성
유아기는 인성의 형성에 중요한 시기로 여겨진다. 유아기의 어린이는 주된 생활공간이 가정이며, 부모와의 접촉에 의해서 여러 가지 반응양식을 학습해 나간다. 가정이 인성의 정상적인 발달에 필요하다는 것은, 어떤 사정으로 양친에서 떨어져서 유아원이나 고아원 등에 수용된 어린이에 관한 연구에서도 명백하다. 다만, 모든 가정이 바람직한 역할을 수행한다고는 할 수 없으며, 관련 연구에 의하면 부모의 교육태도가 어린이의 인성에 많은 영향을 준다.
어린이의 인성 형성은 양친과의 인간관계뿐만 아니라, 친구와의 관계에도 의존하고 있다. 그 경향은 아동기 및 그 이후가 되면 더욱 강해진다. 친구관계가 인성의 형성에 끼치는 영향의 형태는 부모자식관계와 다르게 상호작용적이다. 즉 어린이의 인성이 친구관계에 영향을 주는 반면, 그와 같은 친구 관계가 반대로 어린이의 인성을 형성하는 하나의 원인이 된다.

### 신체발달
유아기의 가장 눈에 띄는 변화는 신체의 크기나 모습에서 현저한 변화한다. 영아기 이후에 신장은 매년 7cm씩 증가하여 6세가 되면 115cm 정도로 성장한다. 유아기의 신장은 성인이 되었을 때에 얼마만큼 자랄 것인가를 어느 정도 정확하게 예측할 수 있는 지표가 된다. 신체의 비율에서도 신장에 대한 머리 크기의 비율이 급격히 감소하여, 초등학교 입학시기가 되면 머리가 크고 무거워 보이는 모습에서 벗어나게 된다. 체중의 증가도 완만하게 이루어져, 6세가 되면 20kg 정도가 된다. 두뇌의 발달은 영어기와 마찬가지로 급속하게 이루어지며, 2세경에는 성인의 두뇌크기의 75%, 5세경에는 성인의 90%까지 성장한다.

#### 2. 뇌의 성장
유아기의 가장 중요한 신체발달 중 하나는 뇌와 신경계의 지속적인 성장이다. 영아기만큼 빠른 속도는 아니지만 뇌는 유아기에도 계속해서 성장한다.

## 유아의 역할 놀이에 나타난 모방과 창조의 미학
연구에서는 유아의 역할 놀이 활동을 기존의 인지주의적 이론 체계에서 벗어나 현상학적 미학의 관점에서 조명하였다. 놀이란 주체객체의 구분이 사라지고 현상 자체가 생기(生起)하는 일종의 창조적 ‘현상’으로서, 그 속에서 인간은 몰아와 자기 회복을 반복하며 고양된 세계 인식을 얻게 된다. 한 어린이집의 만 4세아들의 놀이 활동을 관찰한 이 연구에서는 유아의 역할 놀이가, 첫째, 논리적비논리적 가작화로 관념의 연쇄고리를 이어가며 의미연관을 창조하는 활기차고 자유로운 지각의 장이며, 둘째, 놀이의 놀이성에 대한 성실함을 규칙으로 가상틀을 넘나드는 다중 역할을 수행하고 중층적 현실을 창조하며 자체규제적인 질서를 갖는 다성체적 현상이고, 셋째, 또래간의 적극적인 동조와 호흡 맞추기로 상황적 변수에 대처하면서 존재의 교접 현상과 대화적 현실을 창조하는 흥겨운 미적 현상임을 발견할 수 있었다. 유아의 놀이 현상에 대한 기존의 인지주의적 접근이 현실 모방의 효율성을 기준으로 하여 역할 놀이를 지적 발달의 반영물로만 간주한 일면이 있음을 지적하고, 유아 놀이에 대한 새로운 이해 차원을 열고자 했다는 데서 연구의 의의를 찾을 수 있겠다.

## 유아 감염병
일생 동안에 한 번은 걸리는 감염병으로 대개 유아기에 병에 걸려 면역이 되는 것에 홍역·백일해 및 볼거리(유행성이하선염) 등이 있다. 그 밖에 꼭 걸리는 것은 아니지만 디프테리아·성홍열·이질·유행성소아마비·뇌막염·수족구병 등이 유유아기(乳幼兒期)에 많으며, 이들은 각각 특유한 증상을 나타내는 것이기 때문에 의사는 쉽게 발견할 수 있다. 디프테리아나 성홍열·이질 등에는 항균제가 잘 듣기 때문에 조기에 발견하여 치료를 받으면 된다. 홍역·볼거리에는 특효약은 없지만 성인의 혈청을 사용하여 가볍게 치료한다든지, 항균제로써 여병을 방지한다.

## 기타
유아가 걷게 되더라도 아기들이 지치거나 빨리 가고 싶은 경우 유모차나 버기에 태워 가는 경우가 많다. 대부분은 유아기에 유치원에 다니게 된다. 조선 시대에는 유아기의 아이들은 오방장 두루마기를 입었다.
유아기의 아이들에게 일어나는 교통 사고도 '어린이 교통 사고'의 범주에 포함된다.

### 각국의 유아
앙골라, 케냐, 탄자니아, 토고, 에티오피아 등 아프리카 국가 또는 후진국에서는 유아기의 아이들이 죽는 경우도 있다. 중국이나 인도네시아에서는 유아기의 아이들이 담배를 피우기도 한다. (아르디 리잘과 알디 수간다는 하루에 두 갑씩 담배를 피웠으나 현재는 알디 수간다만 하루에 2갑씩 담배를 피우고 있다.) 선진국에서는 유아기의 아이들을 거의 대부분 유아원 또는 유치원에 보낸다. 축구 강국인 네덜란드에서는 축구 신동인 유아기의 아이가 프로 축구팀과 계약을 맺은 경우도 있었다. 영국에서는 맨체스터 유나이티드에 입단한 유아라 해서 5살짜리 축구 신동인 찰리 윌슨이 맨체스터 유나이티드에 입단하여 화제가 되었다.

## 같이 보기
- 영아
- 어린이
- 청소년
- 청년
- 노인